# Skallebølle
Skallebølle is een plaats in de Deense regio Zuid-Denemarken, gemeente Assens. De plaats telt 694 inwoners (2008).